# Mark Dayton
Mark Brandt Dayton (Minneapolis, 26 gennaio 1947) è un ex politico statunitense, governatore del Minnesota dal 2011 al 2019. Ha anche ricoperto l'incarico di senatore per lo stesso stato dal 2001 al 2007.

## Biografia
Dayton nacque a Minneapolis da Gwendolen May Brandt e Bruce Bliss Dayton. Discendente dell'uomo d'affari George Dayton, Mark crebbe a Long Lake e si diplomò nel 1965 alla Blake School di Hopkins.
Nel 1969, Dayton si laureò cum laude all'Università di Yale, dove giocava come portiere di hockey per la rappresentativa universitaria. In questo periodo, si unì alla Delta Kappa Epsilon, tra i cui membri c'era anche George W. Bush. In seguito, Dayton lavorò per due anni come docente a New York e poi come direttore di un'agenzia di servizi sociali a Boston nel Massachusetts. Nel 1982, si candidò al Senato degli Stati Uniti, ma senza successo.

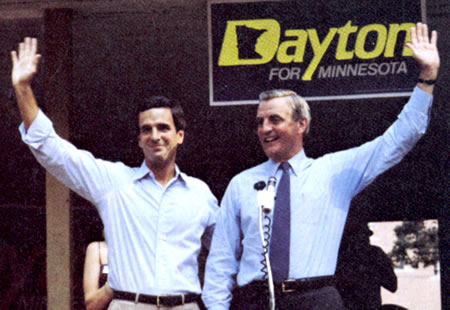
Dayton con Walter Mondale nel 1982

Dayton fu assistente del senatore Walter Mondale. Nel 1990, fu eletto auditor del Minnesota, carica che ricoprirà fino al 1995. Dayton sarà poi eletto senatore nel 2000, sconfiggendo il senatore in carica Rod Grams. Nel 1976, Dayton sposò la sorella del senatore Jay Rockefeller, Alida Rockefeller Messinger, con la quale è stato coniugato fino al 1986. Nel 1999, Dayton divorziò dalla seconda moglie Janice Haarstick.
Dayton ha avuto due figli dal primo matrimonio. È stato alcolista ed è uscito da lieve depressione. Dayton ha rivelato queste informazioni di sua spontanea volontà perché, come egli stesso ha dichiarato, "la gente ha il diritto di sapere."

## Posizioni politiche
Come membro del Partito Democratico, Dayton è in linea con i principi del liberalismo moderno degli Stati Uniti. Egli è a favore della scelta sull'aborto, sostiene i diritti LGBT e il matrimonio gay ed inoltre sostiene le leggi e le associazioni sociali come il Social Security Act. Ha posizioni critiche riguardo alla guerra in Iraq.
Dayton è favorevole alla copertura sanitaria per tutti gli americani ed è a favore della progressività fiscale per ridurre il debito pubblico americano.